# Војћех Корфанти
Војћех Корфанти (рођен као Адалберт Корфанти 20. априла 1873. у Садзавки , умро 17. августа 1939. у Варшави ) - пољски народни вођа (?) Горње Шлезије, повезан са хришћанском демократијом. Једна од најважнијих личности Шлезије и њене борбе за прикључење Пољској   . Један од очева независне Пољске  .

## Биографија

### Младост
Син Јозефа, рудара рудника „Фани”  и Каролине рођене Клеха, који су у свом породичном животу неговали и развијали вредности пољског језика , католичке вере и шлеских обичаја . Имао је четворо браће и сестара .
Године 1879. кренуо је у немачку народну школу у Сјемјановицама, а од 1885. похађао је Краљевску гимназију у Катовицама. У овој школи основао је тајни кружок чији је циљ био ширење пољске културе и познавања књижевности. Тада је ступио у контакт са активистима из Великопољске. Учествовао је на пропољским састанцима. Негативно је говорио о Оту фон Бизмарку, због чега је избачен 14. августа 1895. године са завршне године. Гимназију је завршио децембра 1895, после интервенције Јозефа Кошћелског, члана Рајхстага из Великопољске, као екстерни студент, а исте године је почео да студира на политехници у Шарлотенбургу 
У јесен 1896. прелази на Краљевски универзитет у Вроцлаву. Студирао је на Филозофском факултету, припадао је студентском удружењу коју су основали Горњошлежани који су студирали на универзитетима у Вроцлаву - Удружењу академика Горње Шлезије, које су власти распустиле 1899. Студије је прекинуо на две године, током којих је радио као тутор литванском аристократи Зигмунту Јунђили, којег је пратио на путовању по Европи . Захваљујући подучавању, зарадио је новац за даље студије.
Дана 11. септембра 1902. године учествовао је на скупу са циљем да се поново активира Гимнастичко друштво „Сокол“ у Катовицама. На састанку је изабран за председника организације. Корфанти је био активан и у „Соколу“ после 1918. године. 

### Политичка активност
Од 1901. до 1908. био је члан Националне лиге у којој је сарађивао са Романом Дмовским. Од 1901. био је главни уредник „ Горњошлежанина “ . Године 1901. је био ухапшен због чланака које је писао за овај лист. Током суђења бранио је свој случај, тврдећи да су чланци били усмерени на шовинисте .  Кауција му није одобрена и осуђен је на четири месеца затвора . Немачке власти су га пустиле из притвора у мају 1902. 
У мају 1909. учествовао је у оснивању огранка Пољског демократског друштва у Познању, чији је циљ био да уједини демократске елементе за одбрану националне егзистенције и рад на развоју пољског елемента у немачком Рајху . Главном савету из Познања приступили су: Антони Хлаповски, Бернард Хжановски, Јан Заблоцки, посланик Војћех Корфанти из Шлеске и Станислав Кохович из егзила. 
У периоду од 1903. до 1912, као и 1918, био је члан Рајхстага и пруског Ландтага (1903–1918) , где је приступио Пољском кружоку, док су се Пољаци из Шлезије учлањивали у посланички клуб Немачке партије Центрум (Zentrum) . Године 1905. иницирао је издавање новинског листа у Катовицама, који је носио назив „Пољак“, а чији је био главни уредник и власник . Часопис је излазио три пута недељно  .
Због напада политичких противника и напада сопственог окружења, одустао је од учешћа на изборима за Рајхстаг 1912. године 
Дана 25. октобра 1918. иступио је пред Рајхстаг са изузетно гласним захтевом да се пољској држави прикључе све одузете земље – Горња Шлезија, као и земље, које су дотад припадале Пруској. У периоду од 1918. до 1919. био је члан Начелног Народног Савета, који је уједно био и великопољска власт за време великопољског устанка.
Године 1920. био је пољски плебисцитни комесар у Горњој Шлезији. Више пута се појављивао у јавности на митинзима, агитујући за Пољску. У једном од својих говора, наводно је сваком фармеру обећао краву за гласање за Пољску. Од овог догађаја случај је добио назив „Корфантеове краве“ . Након неповољног тумачења резултата плебисцита, спроведеног у атмосфери међусобног застрашивања, терора и манипулације на обе стране (нпр. 180 000 гласача који нису директно повезани са Горњом Шлезијом доведено је на немачку страну), прогласио је и стао на чело Трећег Шлеског Устанака . Овај период је предмет озбиљних контроверзи у вези са његовом личношћу, јер Корфанти није веровао у шансе за успех устанка, видећи у њему само оружану манифестацију горњошлеског народа. Зато је наредио обуставу борби и у време када је иницијатива на фронту припадала Пољацима. У јулу 1921. напустио је Горњу Шлезију.
У Другој пољској републици, 1922–1930, био је члан Сејма првог и другог мандата. Био је повезан са хришћанском демократијом. У Сејму Републике Пољске првог мандата био је члан клуба Хришћанско-националне радничке партије . Дана 14. јула 1922. године, главни комитет Сејма Републике Пољске га је одредио за премијера. Због протеста свог противника, шефа државе Јозефа Пилсудског, и претње ППС- а генералним штрајком, Корфанти није приступио формирању владе, а 29. јула комисија је повукла његово именовање. Од октобра до децембра 1923. био је заменик премијера у влади Винцентија Витоса и његов саветник у име ХД . Покренуо је дневни лист „Полонија“  са позајмљеним новцем. 
Дана 19. септембра 1927. посланик Антони Лангер из ПНП „Ослобођење“ затражио је од маршала Сејма Републике Пољске да Корфантија изведе пред Маршалски суд . Корфантијев случај, који је садржавао доста тешких клевета, разматран је пред овим трибуналом од 19. до 28. новембра 1927. године и окончан је само делимичном ослобађајућом пресудом, због чега је објавио памфлет под насловом Апел Шлеском народу  у коме је оповргао све оптужбе . У јесен 1927. Маршалски суд Сејма Републике Пољске такође је разматрао случај за клевету за Корфантијеву оптужбу против Лангера .

### Последње године
Након распуштања Шлеског Сејма, Корфанти је ухапшен 26. септембра 1930.  и затворен у Брестовску тврђаву, где је физички и психички злостављан , међутим из процеса суђења у Бресту је искључен. Након пуштања на слободу, вратио се у Горњу Шлезију, где му је претило још једно хапшење. Учествовао је у шлеском Сејму и Сенату Републике Пољске 3. мандата  . У пролеће 1935. године, плашећи се репресије, емигрирао је у Праг у Чехословачку . Није могао да се врати у Пољску чак ни 1938. на сахрану свог сина Витолда, јер је влада премијера Славоја Складковског одбила да му изда дозволу  . После анексије Чехословачке по Минхенском споразуму, отишао је преко Немачке у Француску . Био је један од оснивача Моргес фронта, а касније организатор и председник Лабуристичке партије (амалгамације демохришћана и Националне радничке партије). У априлу 1939, након што је Трећи рајх прекинуо пакт о ненападању и ненасиљу, вратио се у Пољску, али је упркос спремности да се бори против Немаца ухапшен и затворен у Павиаку . Упркос протестима јавности, тамо је провео скоро три месеца. За то време, његово здравље се погоршавало. Лекари су скоро сваке недеље постављали нове дијагнозе: оштећење јетре, холециститис, анемија, висок крвни притисак, плеуритис. Истражни судија је 20. јула 1939. одлучио да ослободи Корфантија - вероватно из страха да ће умрети у затворској ћелији . Одмах по пуштању на слободу је одмах превезен у болницу.
Операција обављена 11. августа није донела значајније побољшање, а лекари су констатовали значајна оштећења јетре. Према слободно израженом размишљању једног од хирурга који је оперисао Корфантија, чиреви на јетри су личили на лезије типичне за тровање арсеном.
Шест дана након операције, ујутро 17. августа 1939. године, Војћех Корфанти је преминуо .

## Приватан живот
Вереница Војчеха Корфантија била је Елжбијета Шпротувна. Венчали су се у цркви Св. Крста 5. октобра 1903. уз подршку краковског свештенства 
Из ове везе рођено је четворо деце: Витолд (рођен 1910., умро 1938.), Збигњев (рођен 1905., умро 18. јула 1970. у Даласу ), Халшка Козловска (умрла 1990. у Бостону ) и Марија Улман (рођена 25. марта 1990. у Катовицама, преминула 6. октобра 1996. у Њујорку )   . Корфантијеви су имали и петоро унучади. Породица је напустила Пољску 1939. године и населила се, између осталих, у Канади и Великој Британији. Марија Улман је својим тестаментом завештала многе породичне меморабилије Надбискупском музеју у Катовицама . Корфантијева жена, Елжбјета, вратила се у Пољску после рата 1945. и настанила се у Катовицама са својим сестрама . Умрла је 8. јануара 1966. и сахрањена је у гробници поред свог мужа 
Корфанти је имао браћу: Анджеја (1879–1973) и Јана (рођен 1883, умро децембра 1947) 

## Ордени и одликовања
- Орден белог орла - 1997. (постхумно)
- Крст за храброст – четири пута (1922) [20]

## Комеморација
- Корфанти (оклопни воз) - Трећи Шлески устанак (1921)
- Корфанти (оклопни аутомобил)
- Корфантов (град у Опољском војводству)
- Трг Војћеха Корфантија у Вођиславу Шлеском, Милич и Тихи
- Авенија Војћеха Корфантија у Катовицама, Гливицама и Забжеу
- Конфантијева улица у Белхатову, Бјеруњу, Бидгошчу, Битому, Ченстохови, Гјералтовицама, Гожуву Вјелкополском, Јастшембју-Здрој, Јавору, Кенђежину-Козле, Кнурову, Мисловицама, Познању, Пруднику, итд.
- Стамбено насеље Конфанти у Жорама
- Споменик Војћеху Корфантију у Варшави, откривен 2019. [21]
- Горњошлески универзитет трговине
- Плоча на згради клинике у ул. Емилије Платер у Варшави
- Плоча у катедрали Св. Јана у Варшави
- Споменик у Вроцлаву у ул.Орловској
- Године 1992. са његовим ликом је издат пољски колекционарски новчић номиналне вредности 100.000 злота. Овај новчић је израђен од 750 сребра у тиражу од 30.000 примерака, имао је пречник 32 мм и тежину од 16,5 г, глатког обода [22]
- Награда Војћех Корфанти, коју од 1993. додељује Удружење Горње Шлезије [23]
- У презиру и слави. Војћех Корфанти (фикционализовани документарац из 2009.)
- Међународни аеродром Катовице [24]
- Година 2009. је за годину Корфантија установио Сејмик Шлеског војводства  [25] .
- Резолуцијом Сејма Републике Пољске 9. мандата од 22. јула 2022. одлучено је да се 2023. установи за Годину Војћеха Корфантија  .
- Један је од протагониста пољске историјске серије Најдужи рат модерне Европе редитеља Јежија Штвјертнија.

Године 2020. снимљен је филм Стефана Скшипчака „Корфанти“ који приказује борбу Војћеха Корфантија за прикључење Шлезије Пољској. Главну улогу играо је глумац Адам Бауман. 